# مؤسسه آسیایی دانشگاه پهلوی

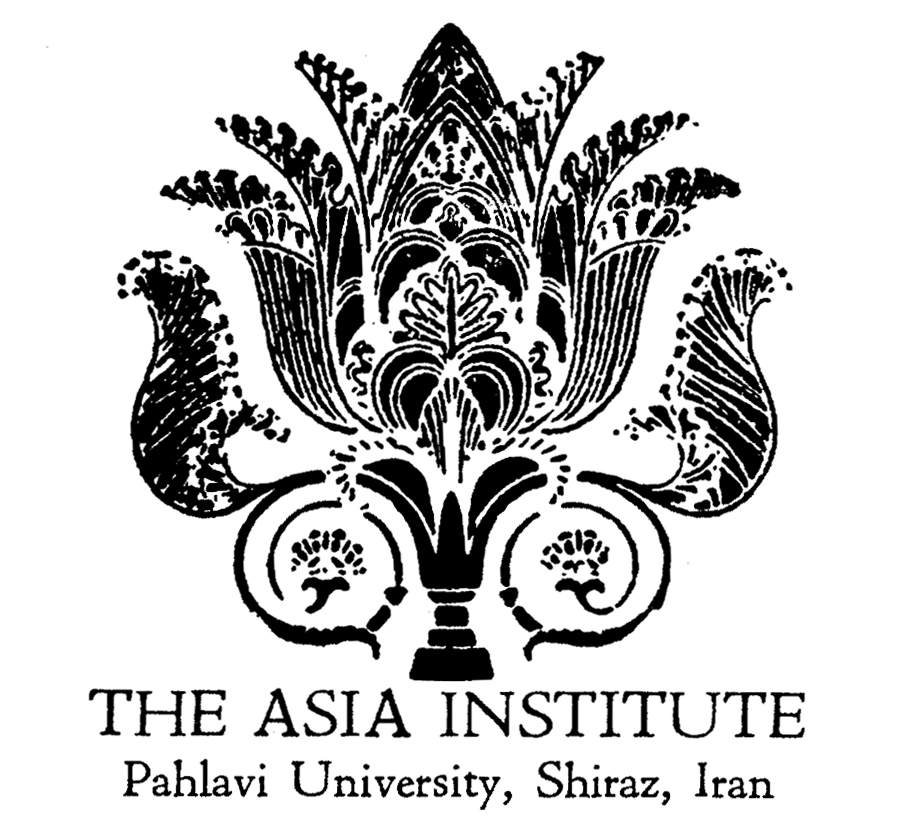
نشان مؤسسه آسیایی دانشگاه پهلوی

مؤسسه آسیایی دانشگاه پهلوی در سال ۱۹۲۹ در نیویورک بنیان شد. این مؤسسه در سال ۱۳۴۵ با ریاست عالیه فرح پهلوی به شیراز منتقل شد و به جای موزه شهرام در محل نارنجستان قوام به کار ادامه داد. این مؤسسه خیریه و وابسته به دولت بود. فعالیت‌های این مؤسسه در راستای شناساندن تاریخ و تمدن، هنر و فرهنگ ایران و پژوهش در پیوند آن با تغییرات فرهنگ کشورهای آسیایی و برگزاری دوره‌های آموزشی، ایران‌شناسی، نشست‌های علمی و جهانی، پژوهش‌های باستانشناسی و چاپ دستاوردهای آن بود. مؤسسه آسیایی دانشگاه پهلوی وابسته به دانشگاه پهلوی شیراز بود و زبر سرپرستی، یک مدیر عامل و هیئت مدیره اداره می شد. مدیریت این مؤسسه تا سال ۱۳۴۸ بر عهده پروفسور آرتور پوپ بود.

## پیشینه
ساختمان نارنجستان قوام پیش تر به عنوان موزه شهرام از خانواده قوام السلطنه خریداری شده بود و بعد از چند سال مورد استفاده به عنوان انستیتو آسیا مورد استفاده قرار گرفت. در ابتدا نیاز بود که این بنا نوسازی شود و نقاشی‌های آن نیز به یاری هنر مندان و صنعت گران شیراز، اصفهان، و تهران ترمیم شد. دو گنبد یک پوش به سبک ساختمان‌های دوره قاجاریه در سالن حیاط خلوت بر پا داشته شد. پی‌سازی منزل قوام السلطنه برای جلوگیری از فرونشستن ساختمان، مجهز کردن اتاق‌های جنوبی برای پذیرایی از استادان یا پژوهش گرانی که از سرتا سر جهان برای پژوهش به شیراز سفر می‌کنند از دیگر کارهای نوسازی ساختمان بود.

## سازمان
مؤسسه آسیایی دانشگاه پهلوی دارای کتاب خانه، آرشیو، لابراتوار عکاسی و لابراتوار باستانشناسی مدرنی بود.
- - کتاب خانه: مؤسسه برای جلب هر چه بیشتر پژوهشگران و دانشمندان ایران‌شناس به ایجاد کتاب خانه‌ای دست زد که از نگاه چگونگی کتاب‌ها یکی از بهترین و بی‌همتاترین کتاب خانه‌های تخصصی ایران به‌شمار می آمد . در این کتاب خانه بیش از ۱۰۱۴۰ کتاب و مجله و مقاله کمیاب و با ارزش دربارهٔ فرهنگ و تاریخ و تمدن ایران نگهداری می شد.
- - آرشیو: مؤسسه از آغاز بنیان خود بیش از ۰۰۰، ۲۰ عکس و اسلاید دربارهٔ ساختمان‌ها و هنرهای زیبای ایران و کشورهای همسایه فراهم آورد. اسلایدهایی که بیش از چهل سال دارند اسلایدهای گردآوری شده در کلکسیون  آرتور اپهام پوپ بود.
- - لابراتوار عکاسی: مؤسسه برای کامل کردن آرشیو عکس‌های ساختمان‌های تاریخی و آثار باستانی لابراتوار عکاسی مجهزی ایجاد کرد.
- - لابراتوار باستانشناسی: مؤسس برای شناسایی تیله‌ها و سفال‌هایی ایران باستان که به ویژه در استان فارس و دیگر استان‌های ایران پیدا می‌شوند لابراتوار باستان‌شناسی مدرنی بر پا داشت.

## پروژه‌ها
کارها و فعالیت‌های مؤسسه آسیایی دانشگاه پهلوی پروژه‌های پژوهشی در منطقه‌های باستانی، برگزاری کنگره‌های جهانی باستان شناسی، فراهم کردن سخنرانی‌ها با دعوت از ایرانشناسان، چاپ کتاب و مقاله، برگزاری نمایشگاه‌ها و دوره‌های آموزشی برای آموزش دهندگان رشته‌های فرهنگ و تمدن را در بر داشت.
پروژه اسپهبان: مؤسسه آسیایی از هنگامی که پروفسور پوپ همکاری خود را با مؤسسه آغاز کرد بر آن شد تا باتهیه نقشه‌ها و طرح‌هایی یه بازیابی فرم گذشته بازارهای اسپهبان به پردازد. همه این نقشه‌ها و طرح‌ها و عکس‌ها زیر چاپ رفته‌اند.
پروژه جلیان: در منطقه‌های باستانی دره فسا و داراب آثاری که سال‌ها پیش در جلیان به دست آمد بررسی شد و دست آوردهای این مطالعه‌ها زیر چاپ رفته‌است. حفاری نقش رستم:همکاری با اداره کل باستان‌شناسی برای همکاری در حفاری نقش رستم
پروژه مشهد: نتیجه این پروژه در ۴ جلد کتاب تحت عنوان بارگاه رضا به چاپ رسید.
- - کنگره‌ها: برگزاری کنگره جهانی هنر و باستان‌شناسی در سال ۱۳۴۷ (خورشیدی) در تهران، اسپهبان و شیراز و هم چنین برگزاری کنگره جهانی سعدی و حافظ در سال ۱۳۵۰ در شیراز و برگزاری کنگره باستان‌شناسی ایران در سال ۱۳۴۹ (خورشیدی) در تهران و شیراز.
- - سخنرانی ها: مؤسسه توانست با دعوت از استادان پر آوازه دانشگاه‌های خارجی، مدیران سازمان‌های هنری ده‌ها سخنرانی را برگزار کند تا استادان دیگر ایران‌شناس ایرانی و خارجی از آن بهره ببرند.
- - چاپ کتاب:

چاپ کتاب‌های بررسی‌های هنر از استاد آرتور اپهام پوپ به زبان انگلیسی
بولتن مؤسسه با همکاری سماری از پژوهشگران به زبان انگلیسی، منو گراف اول – یحیی تپه نوشته لامبرگ – کارلاوسکی به انگلیسی
کتابچه نارنجستان به دو زبان فارسی و انگلیسی برای بازدید کنندگان نوشته ترانس اودائل
کتاب بارگاه رضا
کتاب بارگاه معصومه
- - نمایشگاه ها:

نمایشگاه ساختمان‌های تاریخی
نمایشگاه آثار باستانی
نمایشگاه خط خطاطان پرآوازه ایرانی
- - دوره‌های آموزشی:

برای بالا بردن دانش دبیران علوم اجتماعی مؤسسه آسیایی از تابستان ۱۳۴۹ (خورشیدی) دوره‌هایی را ایجاد کرد که در آن بیش از صد دبیر شرکت کردند. کلاس‌هایی در سطح فوق لیسانس در دو رشته فرهنگ و تمدن ایران پیش و پس از اسلام نیز دایر گردید.

## گسترش مؤسسه
با مرگ پروفسور پوپ، مدیریت انستیتو به دکتر ریچارد فرای سپرده شد. تا پیش از آن، به دلیل رابطه نزدیک پوپ با خانواده پادشاهی ایران، مؤسسه از خودمختاری برخوردار بود اما پس از وی زیر نظر دانشگاه پهلوی شیراز قرار گرفت. همین امر موجب بروز تنش‌هایی در مؤسسه شد. از آن جمله، دکتر هوشنگ نهاوندی، ریاست وقت دانشگاه پهلوی مدعی شد که گلوک (Gluck)، یکی از اعضای مؤسسه در قاچاق عتیقه‌های ایرانی به ژاپن دست دارد و خواستار برکناری وی شد. از طرفی، دکتر فرای پس از دریافت عنوان استادی از دانشگاه هاروارد، وقت کمتری برای پرداختن به مؤسسه داشت. با این همه فعالیت‌های پژوهشی و آموزشی مؤسسه کماکان ادامه یافت. در سال ۱۳۵۰ و در آستانه جشن‌های دو هزار و پانصدمین سال شاهنشاهی ایران، مؤسسه آسیایی سمینار بزرگی را تحت عنوان مطالعات ایران‌شناسی در شیراز برگزار کرد.
در سال ۱۳۵۴ قرارداد مؤسسه با دکتر فرای به پایان رسید و ماهیار نوابی که تا پیش از آن مدیر اجرایی مؤسسه بود به ریاست مؤسسه منصوب شد. وی اولین رئیس ایرانی مؤسسه آسیایی دانشگاه پهلوی بود. در این هنگام، مؤسسه از نارنجستان به ساختمان بزرگتری در دانشگاه جابجا شد به عنوان بخشی از گروه زبان‌شناسی دانشگاه در آمد.

## سرانجام
با وقوع انقلاب ۱۳۵۷، مؤسسه آسیایی نیز مانند بسیاری دیگر از مؤسسه‌های آموزشی دستخوش تغییر شد. تا اینکه در سال ۱۳۵۸، این مؤسسه به‌طور کامل تعطیل شد. کتابخانه مؤسسه که کماکان در نارنجستان قرار داشت به کتابخانه مرکزی دانشگاه شیراز انتقال یافت و اسناد، عکس‌ها و مجموعه‌های آرتور پوپ به زیرزمین ساختمان منتقل شد. بسیاری از اثاثیه و لوازم آن نیز به یغما رفت. در سال ۱۳۷۹، ساختمان نارنجستان به عنوان موزه دانشگاه شیراز بازگشایی شد و به عنوان یک جاذبه توریستی مورد استفاده قرار گرفت.

## ادامه کار در امریکا
با وجود تعطیلی مؤسسه در ایران، بولتن انجمن آسیا با تلاش کارول برومبرگ در سال ۱۹۸۷ در میشیگان بار دیگر به چاپ رسید. این بولتن کماکان روی مطالب مربوط به هنر و باستانشناسی در آسیا متمرکز است. آخرین نسخه این بولتن در سال ۲۰۲۱ به چاپ رسیده‌است.